# مطرد
المِطرَد أو رمحُ طَبَرٍ هو سلاح أبيض يتركب من رمح وطَبَر (فأس الحرب) وهو سلاح قديم.
استُخدم في الصين (حيث يسمى غوان داو 关刀) منذ الأزل، ونقله الألمان والإسكندنافيون إلى أوروبا في قرابة القرن الرابع عشر.

## معرض صور

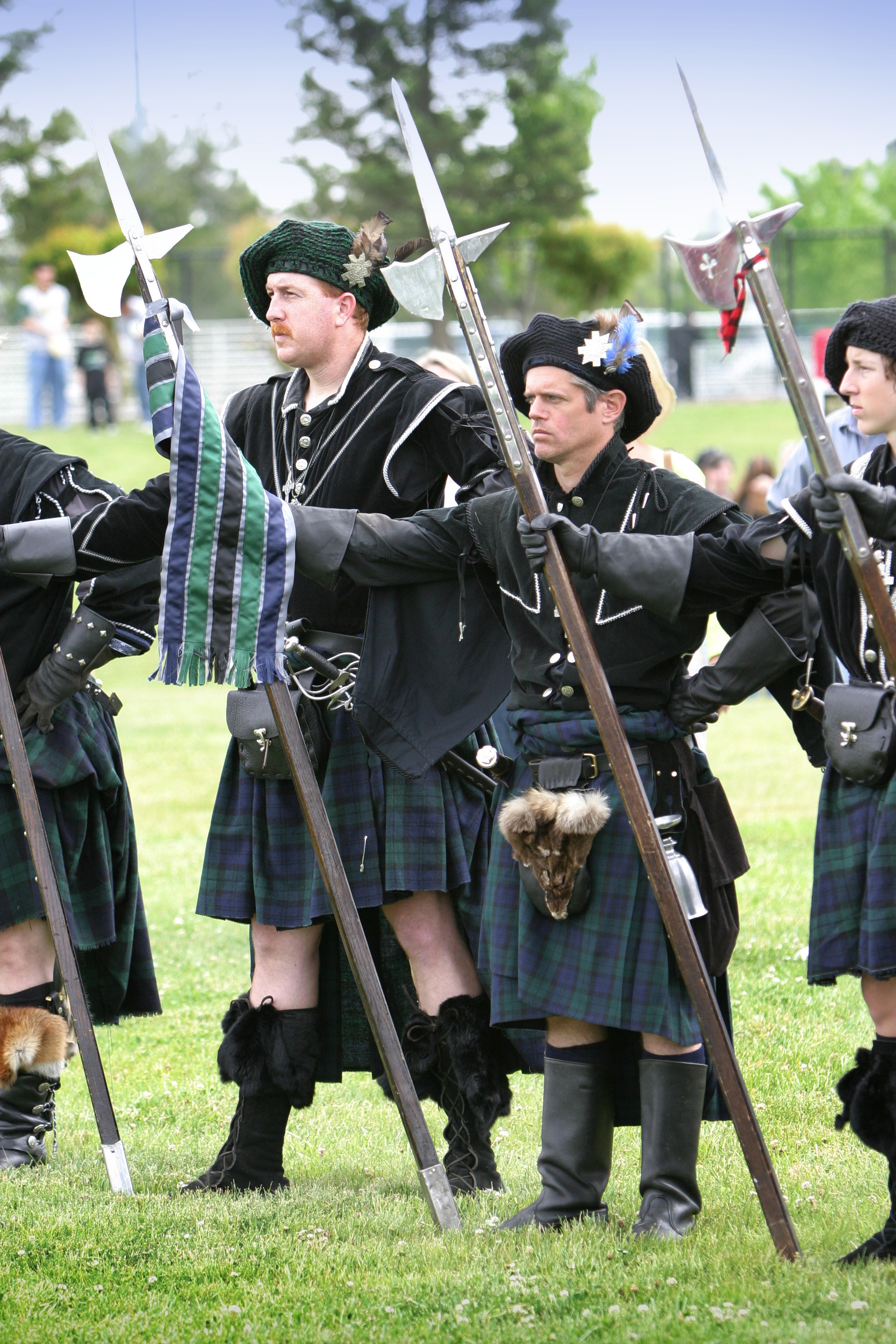
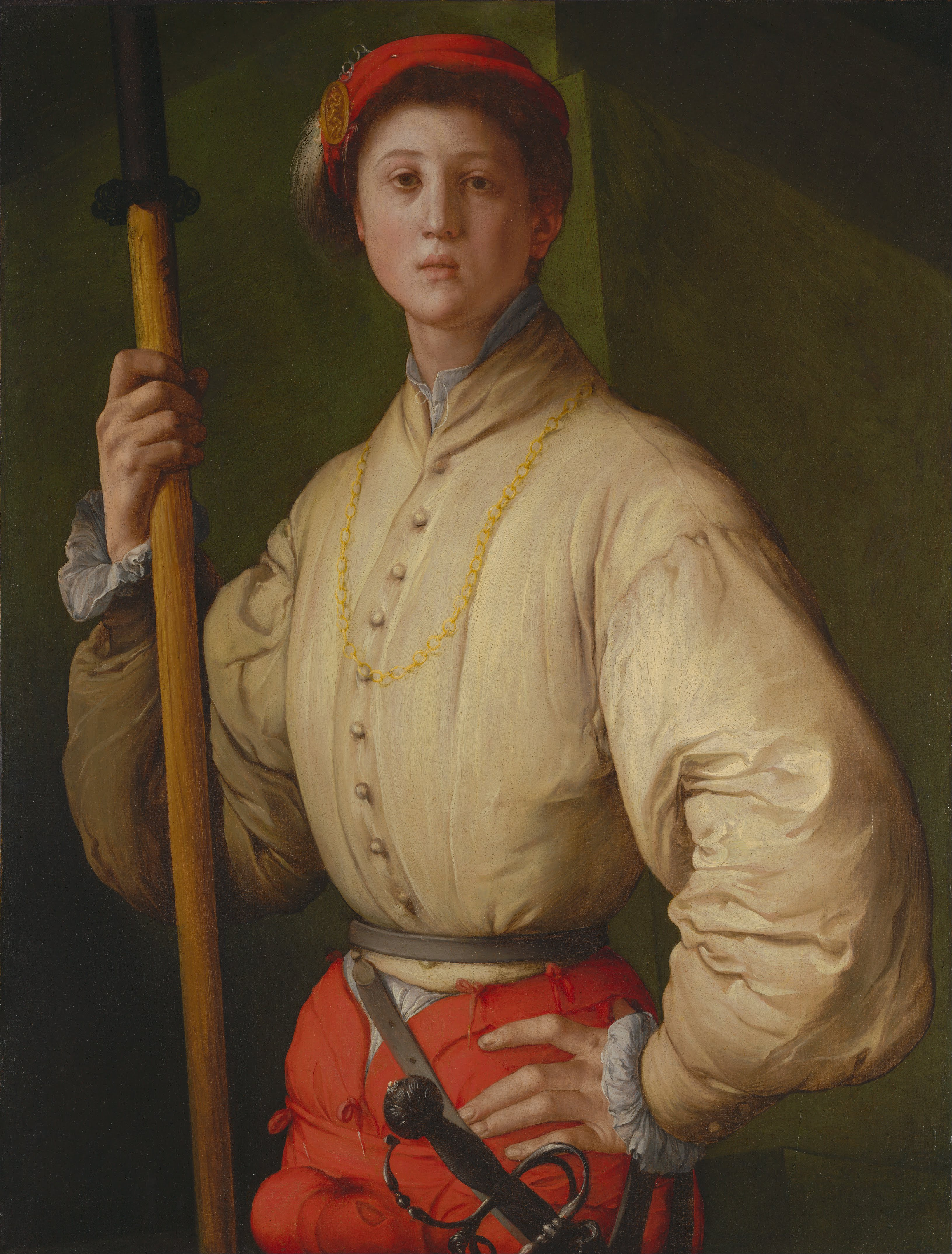
المطرد لوحة زيتية بريشة رسام عصر النهضة الإيطالي بونتورمو رسمها بين 1528–1530، الآن في متحف جيتي والذي أشتراها في عام 1989 في دار كريستيز مقابل 35.2 مليون دولار.